# فرانسیس کورکدجیان
فرانسیس کورکدجیان (ارمنی: Ֆրենսիս Քուրքջյան انگلیسی: Francis Kurkdjian؛ زادهٔ ۱۴ مهٔ ۱۹۶۹) عطرساز و کارآفرین ارمنی‌تبار اهل فرانسه است. خانواده وی از ارمنی‌ها ساکن امپراتوری عثمانی بودند که در جریان نسل‌کشی ارمنی‌ها به حلب گریخته بودند و سپس در اقامت گزیدند.
وی در سال ۲۰۰۱ برنده جایزه فرانسوا کوتی برای یک عمر دستاورد خویش گشت. وی در سال ۱۹۹۵ در سن ۲۶ سالگی عطر Le Male را که یکی از پرفروشترین عطرهای جهان می‌باشد برای ژان پل گوتیه طراحی نمود.